# Pfarrhaus Hopferbach (Untrasried)

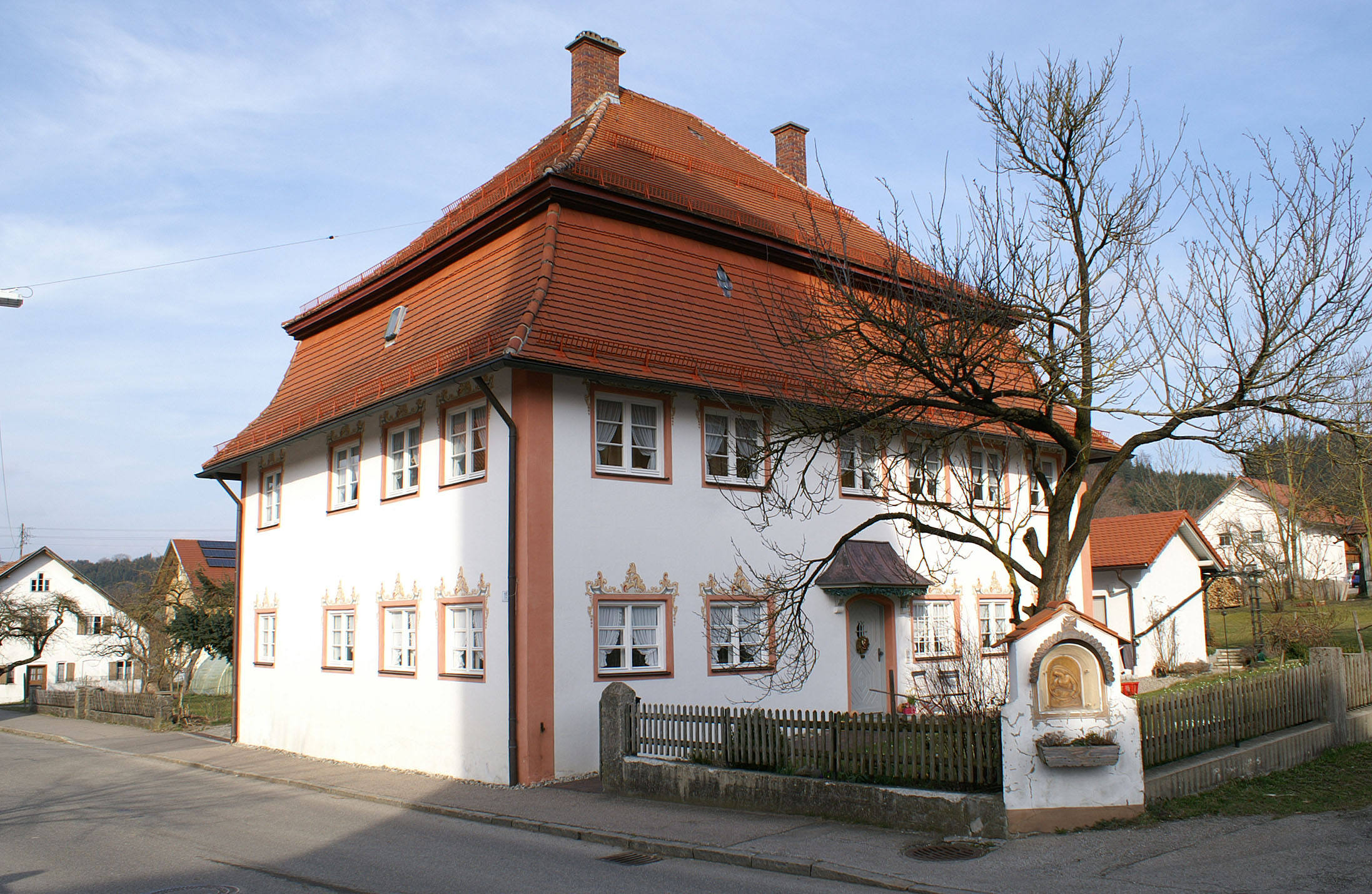
Ehemaliges Pfarrhaus in Hopferbach

Das Pfarrhaus in Hopferbach, einem Gemeindeteil von Untrasried im Landkreis Ostallgäu im bayerischen Regierungsbezirk Schwaben, wurde 1779/80 errichtet. Das ehemalige Pfarrhaus an der Hauptstraße 16, nördlich der katholischen Pfarrkirche St. Bartholomäus, ist ein geschütztes Baudenkmal.
Der zweigeschossige Mansard-Walmdachbau besitzt sechs zu vier Fensterachsen. Die Fenster sind mit gemalten Faschen geschmückt.